# ロレーヌ大学
ロレーヌ大学 (フランス語: Université de Lorraine) は、ロレーヌ地域圏にある大学。2012年1月、地域圏の主要な大学など高等教育機関を統一することを目指して、旧ナンシー大学（ナンシー1大学、ナンシー2大学）、ナンシーにあるポリテクニックのロレーヌ国立高等工科学校 (INPL) ）、メスにあるポール＝ヴェルレーヌ大学（メッス大学 (Université de Metz）の合併によって設立されたグランデタブリスマン（grand établissement）である。
合併の過程は、2009年に創立した高等教育センター（PRES）で始まった。
大学は2つの主なセンターで分けられている。ナンシー（生物科学、ヘルスケア、管理、コンピュータ・理工学および管理)）およびメス（材料科学、技術および管理)）。ロレーヌ大学には、6万以上の学生がおり、101認定研究センター、9つの研究領域と8つの大学院で組織される。